# Памятник Степану Бандере (Тернополь)
Памятник Степану Бандере (укр. Пам'ятник Степанові Бандері) в Тернополе находится в парке имени Тараса Шевченко, перед областной государственной администрацией, расположенной на улице Саломеи Крушельницкой. Монумент был установлен в 2008 году и торжественно открыт 26 декабря по случаю 100-летия со дня рождения Степана Бандеры (родился 1 января 1909 года).
Высота гранитного постамента составляет 2,5 метра, высота бронзовой фигуры в полный рост — 4 метра.

## История

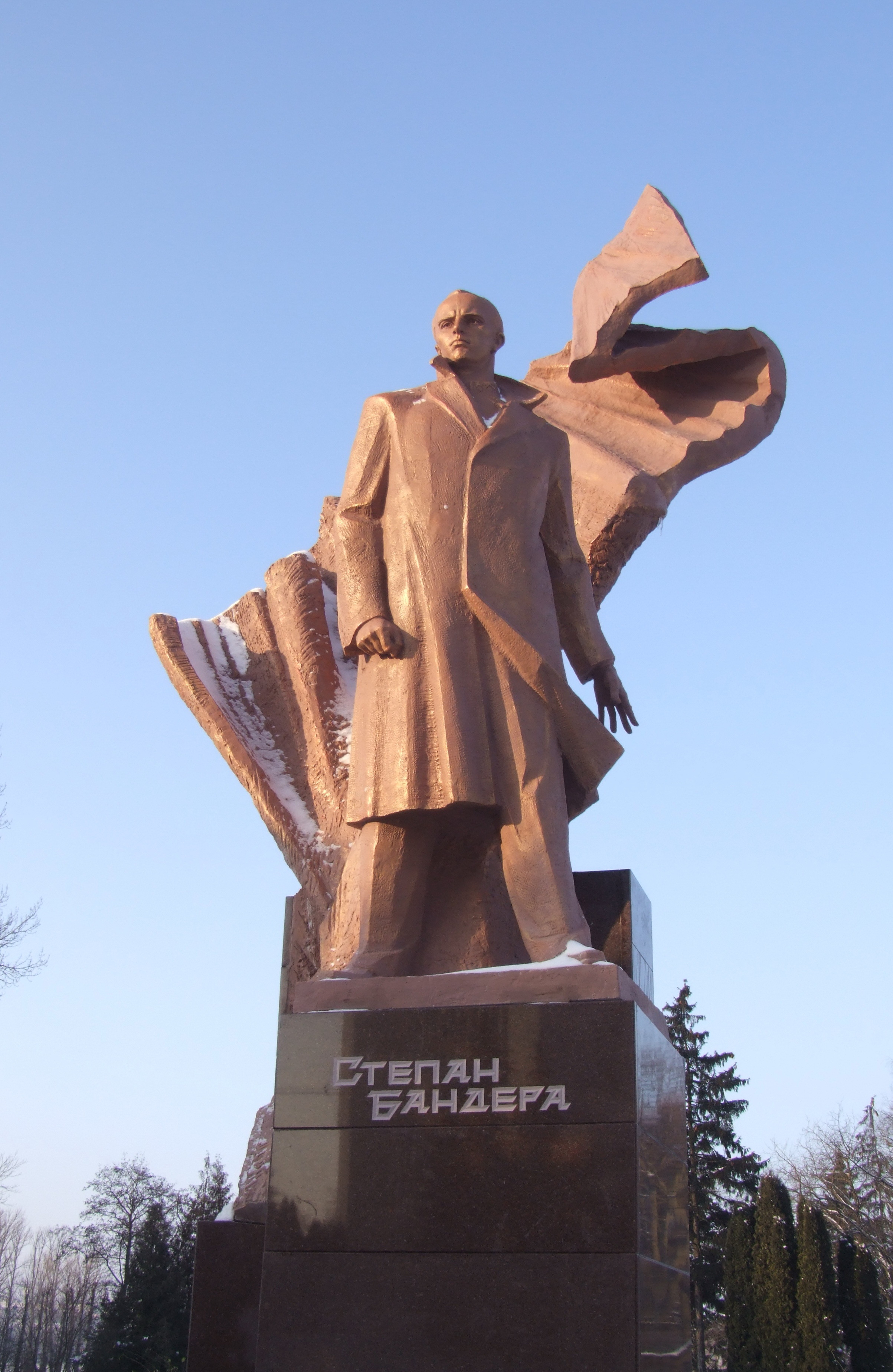
Памятник Степану Бандере в 2014 году

Идея водружения памятника Бандере в Тернополе зародилась задолго до его установки. 20 июля 2007 года председателем Тернопольской облгосадминистрации Иваном Стойко и тернопольским городским председателем Романом Заставным был объявлен конкурс на лучший проект памятника Степану Бандере. Он проходил с 1 августа по 1 октября 2007 года. 10 октября 2007 года в помещении картинной галереи Тернопольской областной организации Национального союза художников Украины состоялась презентация предложенных проектов памятника Степану Бандере для общественного обсуждения. На рассмотрение конкурсной комиссии поступило семь подобных проектов, авторами которых были как отдельные лица, так и коллективы из Тернопольской, Львовской и Закарпатской областей.
Автором памятника Бандере стал местный скульптор Роман Вильгушинский, изготовлен же он был на также местном заводе «Орион». Скульптурная композиция монумента состоит из фигуры Бандеры в решительной, рвущейся вперёд позе и расположенным за ней развивающегося ввысь широкого флага. Поскольку до открытия памятника его не успели покрыть медью, скульптуру, стоящую на гранитном постаменте, просто выкрасили в светло-коричневые тона. Улучшения наружного покрытия статуи произвели уже в последующие годы.
Участие в церемонии открытия памятника приняли городской голова Тернополя Роман Заставный, глава облгосадминистрации Юрий Чижмарь, председатель облсовета Михаил Миколенко, внук Бандеры — Степан, председатель партии ВО «Свобода» Олег Тягнибок, представители других политических партий и общественных организаций. Всего в торжествах по случаю открытия монумента приняли участие более 200 человек. Памятник освятили представители традиционных церквей города. Завершил торжества по случаю открытия памятника выступление хора «Зарево».
В 2017 году вход в парк имени Тараса Шевченко подвергся масштабной реконструкции, во время которой возле памятника Бандере были найдены останки людей, предположительно погибших в период Второй мировой войны.

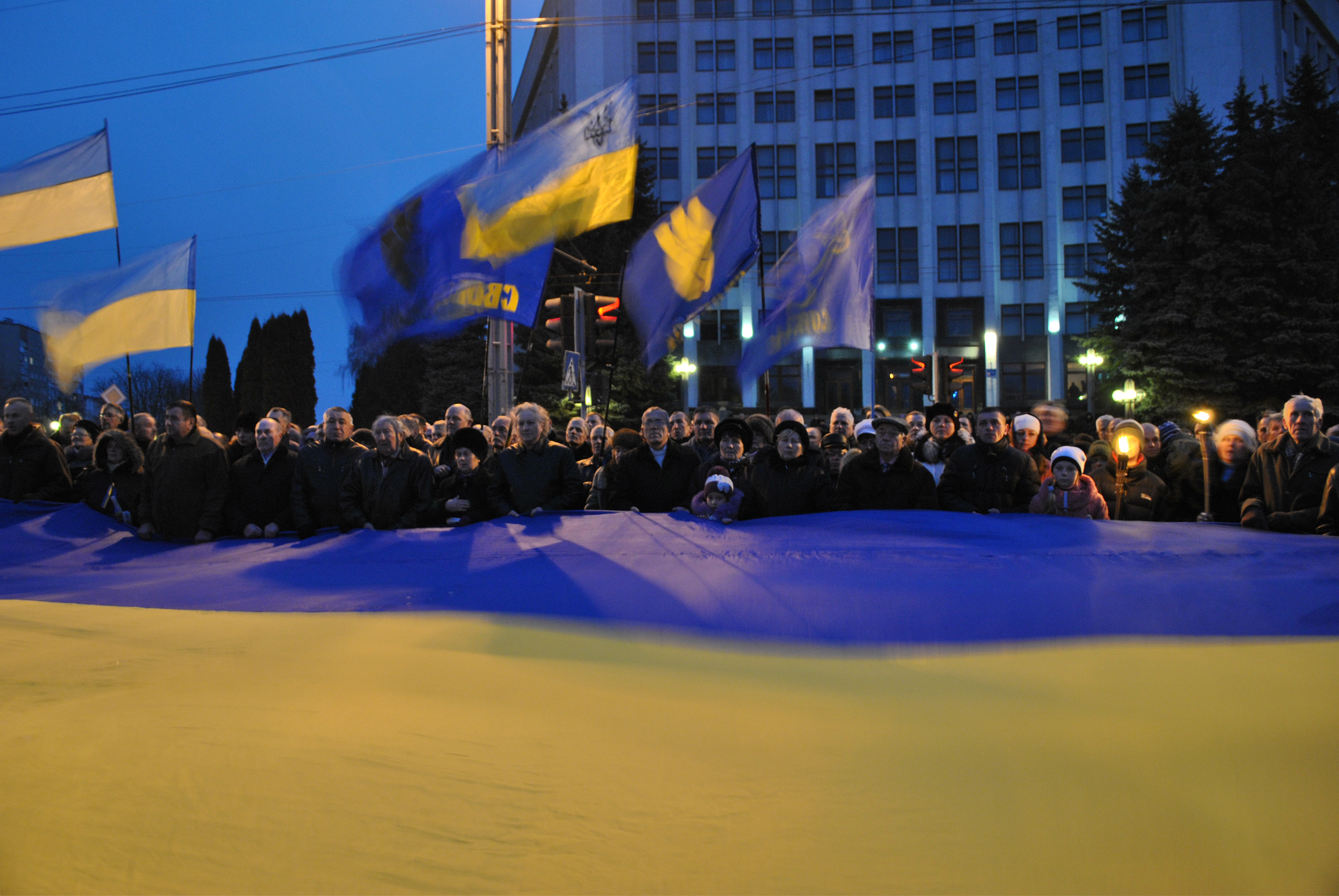
Митинг у памятника Степану Бандере в 105-ю годовщину со дня его рождения (1 января 2014 года)

Возле памятника ежегодно 1 января проходят торжественные мероприятия в честь Степана Бандеры, возложение цветов, митинги.